# Église Saint-Pierre-ès-Liens de Blérancourt
Pour les articles homonymes, voir Église Saint-Pierre-ès-Liens.
L'église Saint-Pierre-ès-Liens est une église située à Blérancourt, en France.

## Localisation
L'église est située sur la commune de Blérancourt, dans le département de l'Aisne.

## Historique
Le monument est classé au titre des monuments historiques en 1921.